# Связанные насмерть
«Связанные насмерть» (также «Намертво связанные»; англ. Dead Ringers) — триллер канадского режиссёра Дэвида Кроненберга, вышедший на экраны в 1988 году. Гран-При Международного фестиваля фантастического кино в Авориазе.

## Сюжет
Братья-близнецы Эллиот и Беверли Мэнтл совместно оперируют в очень успешной гинекологической клинике. Эллиот, более уверенный в себе и циничный, делает карьеру на основе исследований застенчивого и пассивного Беверли. Когда Эллиот соблазняет пациенток и устаёт от них, женщины «переходят» к Беверли, не замечая подмены.
В клинику обращается актриса Клэр Ниво. Выясняется, что у неё «три шейки матки» и она вряд ли способна забеременеть. Эллиот соблазняет Клэр, а затем заставляет Беверли переспать с ней. Однако Беверли привязывается к Клэр, что нарушает равновесие между близнецами. К тому же Клэр злоупотребляет медикаментами, а Беверли втягивается и начинает добывать медикаменты, пользуясь служебным положением. Когда Клэр узнаёт о подмене, между ней и братьями происходит бурная сцена в ресторане, но потом её отношения с Беверли возобновляются. Беверли начинают сниться кошмары, в которых они с братом соединены на уровне живота, как сиамские близнецы.
Клэр уезжает на съёмки на 10 недель. Это загоняет Беверли в клиническую депрессию, злоупотребление медикаментами усугубляется. Он начинает представлять женщин-мутантов с ненормальными гениталиями и заказывает художнику-металлургу набор причудливых гинекологических инструментов. После того как Беверли ранит одним из этих инструментов пациентку на операции, братьев немедленно отстраняют от практики и отправляют в административный отпуск.
Эллиот понимает: он связан с Беверли настолько, что если тот погибнет, он последует за ним. Эллиот запирает брата в клинике и сам принимает медикаменты, чтобы «синхронизировать их кровотоки». Клэр возвращается и зовёт Беверли к себе. Беверли выбирается из клиники с помощью сторожа, по дороге к Клэр обнаруживает в витрине металлурга дубликаты своих инструментов и похищает их. За неделю у Клэр он приходит в себя и очень удивляется, что Эллиот не ищет его. Он возвращается в клинику с инструментами, сказав Клэр, что они предназначены для разделения сиамских близнецов.
Клиника захламлена, везде валяются медикаменты, а Эллиот в состоянии интоксикации: близнецы поменялись местами. В невменяемом состоянии они празднуют «день рождения», и Беверли проводит своими инструментами «операцию по разделению близнецов», вспарывая Эллиоту живот. На следующее утро он выходит из клиники, звонит Клэр, но не отвечает на вопрос «Кто это?», возвращается в клинику и умирает в объятиях мёртвого Эллиота.

## В ролях
- Джереми Айронс — Беверли Мэнтл / Эллиот Мэнтл
- Женевьева Бюжо — Клэр Ниво
- Хайди фон Паллеске — Кэри
- Барбара Гордон — Данута
- Ширли Дуглас — Лора
- Стивен Лэк — Андерс Уоллек
- Джилл Хеннесси — Мимзи
- Жаклин Хеннесси — Корал

## Производство
Прототипом близнецов Мэнтл послужили братья Стюарт и Cирил Маркус: их обнаружили мёртвыми в манхэттенской квартире Сирила. История Маркусов излагается в новелле «Близнецы» (Twins, 1977) Бари Вуда и Джека Гисланда, положенной в основу сценария.
Рабочее название фильма — «Gemini» (англ. «близнецы»). Студия не одобрила его и изменила на «Twins», однако Айван Райтман, продюсировавший два ранних фильма Кроненберга, уговорил режиссёра продать ему права на использование этого названия. В итоге название «Близнецы» получила картина Райтмана.
Роберт Де Ниро отказался от роли близнецов Мэнтл, сославшись на то, что ему некомфортно играть гинеколога; также от роли отказался Уильям Хёрт. Вторым вариантом Кроненберга на роль Клэр была Марго Киддер; примечательно, что она играла разделённых сиамских близнецов в фильме Брайана Де Пальмы «Сёстры».
Изначально у Джереми Айронса было два отдельных гардероба и гримёрки, которые он использовал в зависимости от того, которого из близнецов играет в данный момент; но вскоре он осознал, что «вся суть истории в том, что иногда нужно сомневаться, кто есть кто», после чего перемешал предметы гардероба и стал использовать одну гримёрку.
Кадры, где оба близнеца появляются на экране вместе, — один из первых результатов применения компьютерной технологии moving-matte.
Журнал Premiere включил «Dead Ringers» в список «25 самых опасных фильмов».

## Награды и номинации
- 1989 — Гран-При и приз C.S.T. Award на Международном фестивале фантастического кино в Авориазе.
- 1989 — приз за лучшую мужскую роль (Джереми Айронс) на Международном фестивале фантастического кино Fantasporto.
- 1989 — приз «Золотая лошадь» лучшему иностранному режиссёру (Дэвид Кроненберг).
- 1989 — 3-е место в списке лучших фильмов года по версии журнала Cahiers du cinéma.
- 1989 — 11 премий «Джини»: лучший фильм (Марк Бойман, Дэвид Кроненберг), лучшая режиссура (Дэвид Кроненберг), лучший адаптированный сценарий (Дэвид Кроненберг, Норман Снайдер), лучшая мужская роль (Джереми Айронс), лучшая операторская работа (Питер Сушицки), лучшая работа художника-постановщика (Кэрол Спир), лучший монтаж (Рональд Сандерс), лучшая музыка (Говард Шор), лучшая оригинальная песня (Энди Нельсон), лучший звук, лучший звуковой монтаж. Кроме того, лента получила две номинации: лучшая женская роль (Женевьева Бюжо), лучшие костюмы (Дениз Кроненберг).
- 1989 — премия «Серебряная лента» за лучший мужской дубляж (Паоло Мария Скандоло), а также две номинации: европейская премия (Джереми Айронс), лучший иностранный режиссёр (Дэвид Кроненберг).
- 1990 — 5 номинаций на премию «Сатурн»: лучший фильм ужасов, лучший сценарий (Дэвид Кроненберг, Норман Снайдер), лучшая мужская роль (Джереми Айронс), лучшая музыка (Говард Шор), лучшие костюмы (Дениз Кроненберг).